# Gérard Leymang
Le père Gérard Leymang, né le 9 mai 1937 à Lamap (près d'un centre de missionnaires catholiques sur l'île de Malekula aux Nouvelles-Hébrides) et mort le 29 avril 2002 à Nouméa, est un homme politique, prêtre catholique et journaliste vanuatais. Issu de la minorité francophone de la population autochtone des Nouvelles-Hébrides, il est l'une des principales figures de la vie politiques durant la transition vers l'indépendance, brièvement premier ministre en 1979, et « grand défenseur de la francophonie ».
Après des études secondaires en Nouvelle-Calédonie, il est ordonné prêtre en 1962. À la fin des années 1960, il étudie notamment la science politique et l'économie à l'Institut d'études supérieures catholiques à Lyon, en France. Il revient en 1970 aux Nouvelles-Hébrides, condominium colonial franco-britannique où se développent alors des mouvements politiques anti-coloniaux, généralement anglophones. Il entre en politique, s'opposant à la volonté des nationalistes d'obtenir une indépendance rapide ; il argue que la colonie n'y est pas encore prête. Député de l'Union des communautés des Nouvelles-Hébrides (UCNH, mouvement conservateur et modéré, francophone), il plaide pour un développement graduel de la colonie, afin de la préparer à l'indépendance. Il souhaite notamment la formation de cadres francophones pour éviter une domination du pays par les anglophones, mieux préparés à gouverner. En décembre 1978, il est élu premier ministre par l'Assemblée législative, succédant à George Kalsakau. Il invite avec succès les nationalistes anglophones du Parti national, qui jusque-là boycottaient l'assemblée coloniale, à rejoindre son gouvernement d'unité nationale, formé le 21 décembre. En août 1979, il prend la présidence du comité constitutionnel,.
Le Parti national remporte les élections de novembre 1979, et Gérard Leymang cède la direction du gouvernement à Walter Lini. Ce dernier mène le pays à l'indépendance l'année suivante. Leymang, qui reproche au président français Valéry Giscard d'Estaing d'avoir « trahi » les francophones en permettant une indépendance trop rapide du pays, s'engage contre ce qu'il décrit comme une répression culturelle de la minorité francophone par le gouvernement Lini. En 1991, le francophone conservateur Maxime Carlot Korman est élu premier ministre, et Gérard Leymang devient l'un de ses conseillers politiques.